# غاردا
غاردا Garda

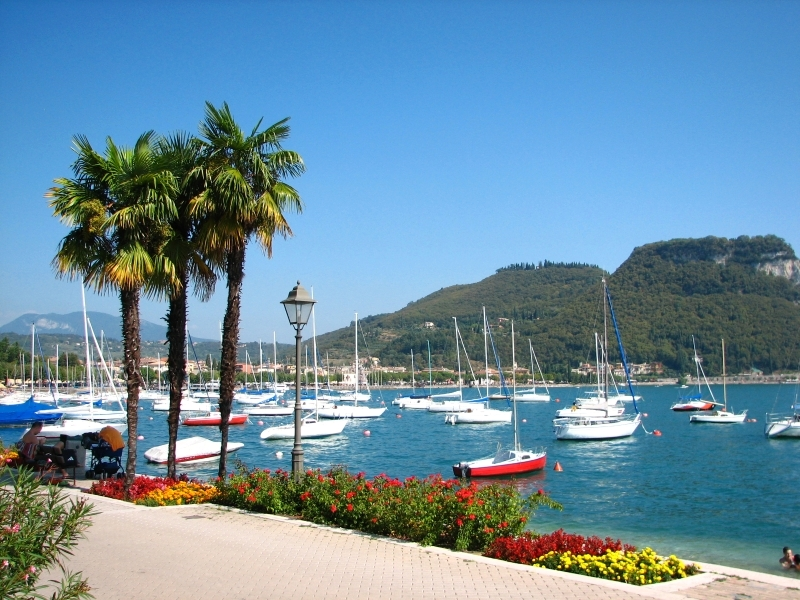
ميناء غاردا المطل على بحيرة غاردا.

هي مدينة سياحية على الشاطيء الشرقي للبحيرة المسماة باسم تلك المدينة بحيرة غاردا. تقع المدينة في شمال إيطاليا بين فينيسيا وميلانو. يقطن هذه المدينة نحو 23.000 من السكان وهي تنتمي إلى مقاطعة فيرونا. تحيط بالمدينة جبال عالية خضراء ويزرع عليها أشجار الزيتون والكروم. مدينة غاردا أحد المنتجعات السياحية الكبيرة الموجودة حول بحيرة غاردا، ويستجم على شواطئها الزوار والسياح وهي مقصد سياحي جميل. تتميز مدينة غاردا بشاطيء جميل على ناحيتيها الشمالي والجنوبي، وبها ميناء صغير يوصلها بمعديات بحرية كبيرة وأخرى صغيرة وسريعة بباقي المدن حول بحيرة غاردا، ومنها ما ينقل أيضا السيارات. من أشهر مباني غاردا «قصر الكابتن» Palazzo dei Capitani وهو يرجع إلى فترة حكم الفينسيين (البندقية) في هذه المنطقة.
تقع مدينة غاردا في خليج دائري يحدها شمالا شبه جزيرة تسمى «بنتا سان فيجيليو» وهي شبه جزيرة متدرجة عالية في شكل اللسان يشبهها السكان بالتمساح نظرا لأنها تشبه الجزء الأمامي للتمساح. يقول عنها الفيلسوف «أوغوستو دي برنزوني» بأنها أجمل مكان في العالم. ويعلو المدينة من الجنوب جبل عالي مميز يسمى «روكا» أي الصخرة.

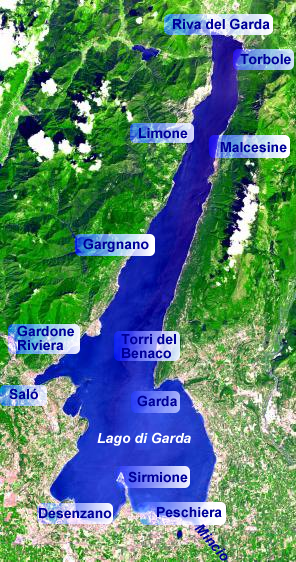
غاردا على الساحل الشرقي لبحيرة غاردا

## السكان
في سنة 1871 بلغ عدد السكان 1٬401 نسمة، وتطور العدد ليصل في سنة 2011 لـ 3٬978 نسمة.
يظهر هذا المخطط البياني تطور النمو السكاني لـ غاردا

## الموقع
أنظر خريطة إيطاليا أسفله

## تاريخها
يدل ماعثر عليه في غاردا من بنايات أثرية على أعمدة خشبية في الماء على أن تلك المنطقة قد عاش فيه الإنسان منذ عصور قديمة. وقد قام «تيودوريش العظيم» في القرن الخامس بعد الميلاد ببناء قصر يسمى Rocca di Garda على جبل الصخرة المطل على المكان. حكم فيها الملك اللومباردي «برينغر الثاني» وهجم عليه القيصر الألماني «أوتو» في عام 951 ب.م وأطاح به، وسجنه في مدينة بامبرغ الألمانية وجعل من نفسه ملكا على إيطاليا - وفي عام 962 أعلن نفسه إمبراطور روماني مقدس. وكان القصر حصينا بمثابة قلعة صعبة الاستيلاء عليها، حتى أن القيصر فريدريك الأول بربروسا (1170 ب.م) لم يستطع الاستيلاء عليها.
دمرت القلعة خلال القرن السادس عشر من جمهورية البندقية (فينيسيا).
بدأ منها خط سكك حديدية في عام 1904 وعمل الخط حتى عام 1956 وكان القطار يربطها بفيرونا.

## صور من غاردا

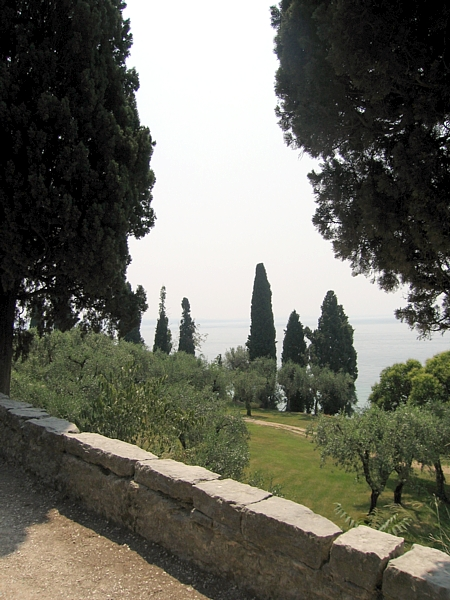
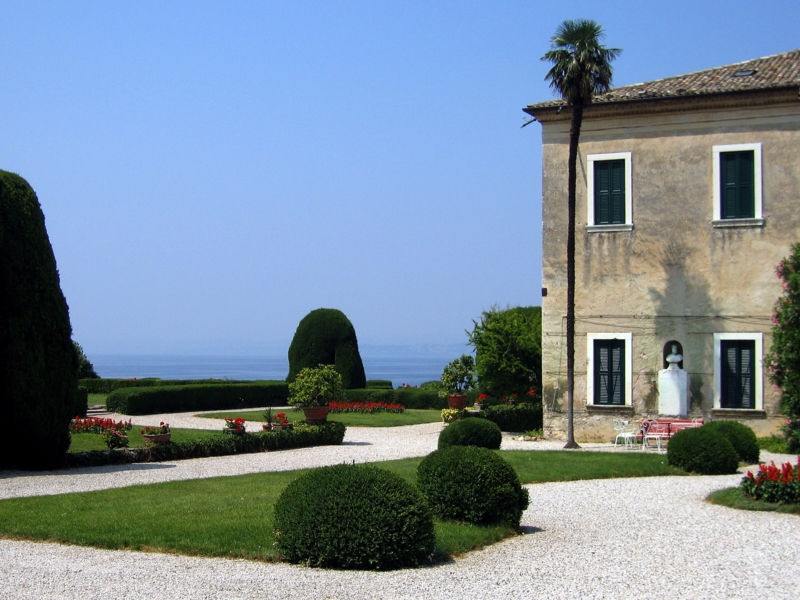
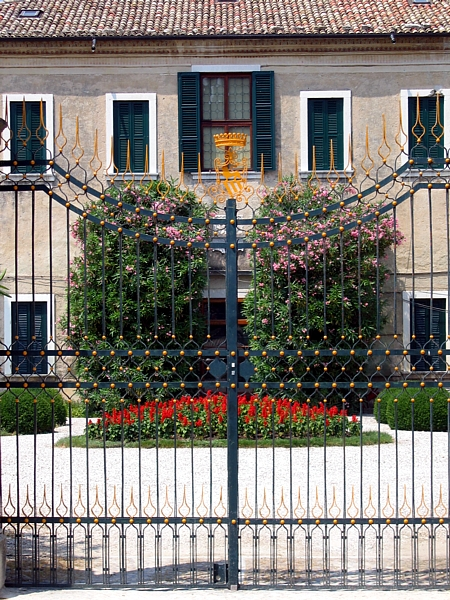
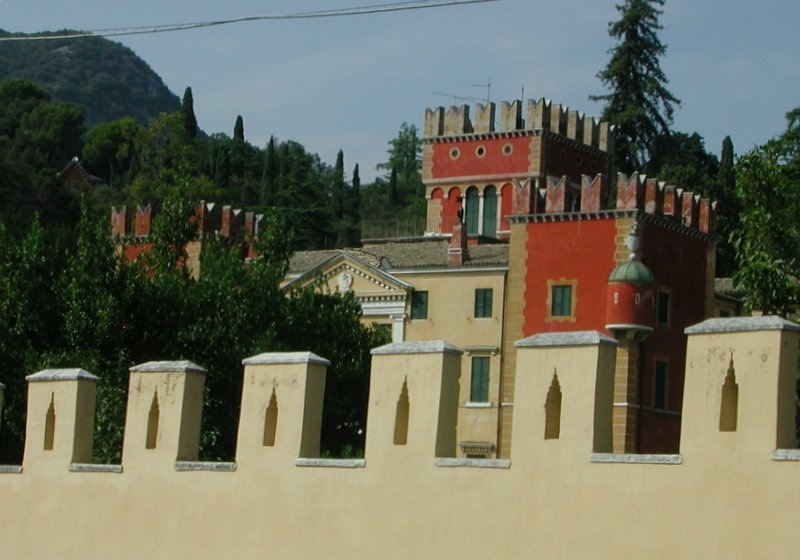
Villa Albertini
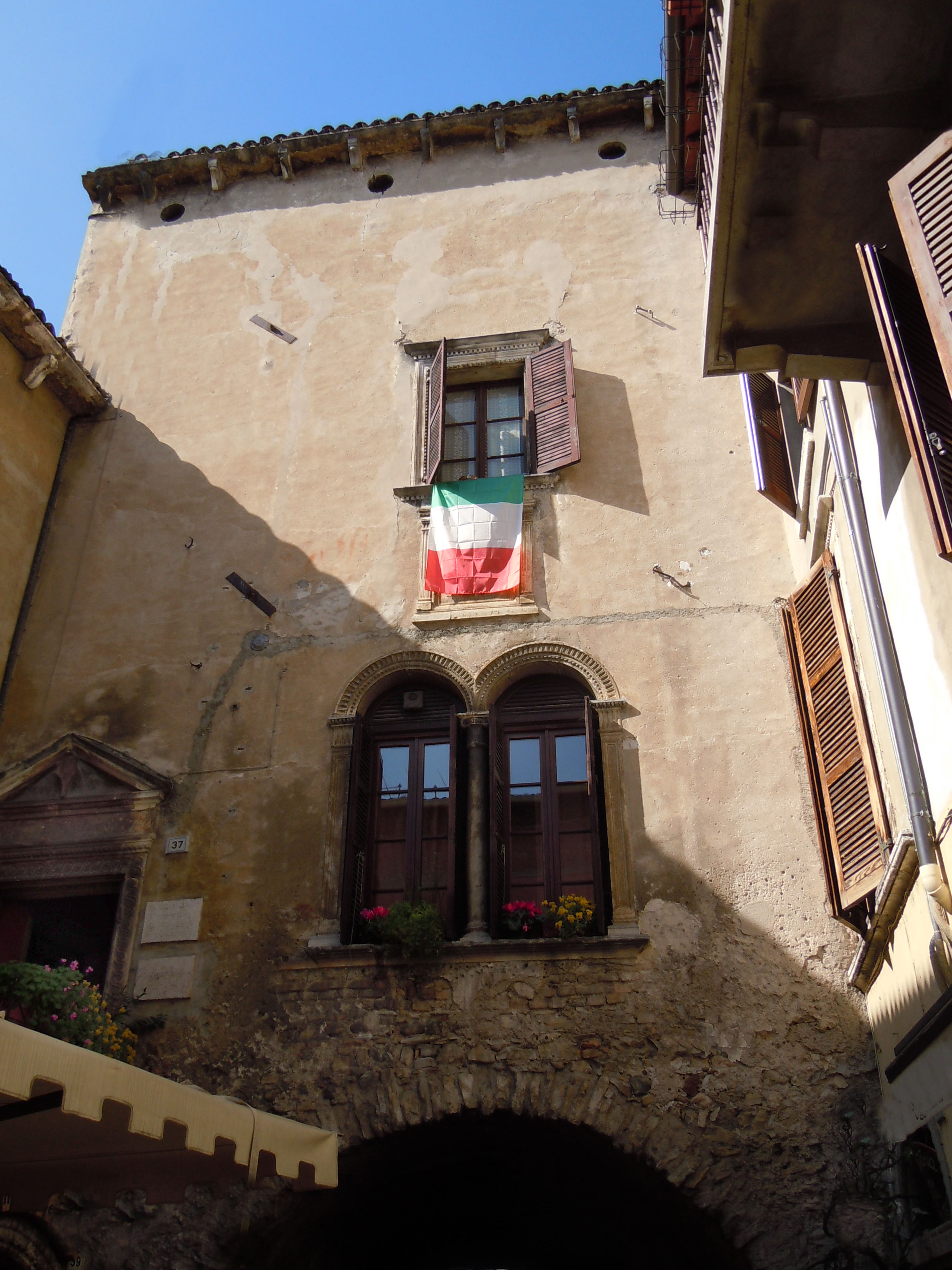
Palazzo Cesare Fregoso
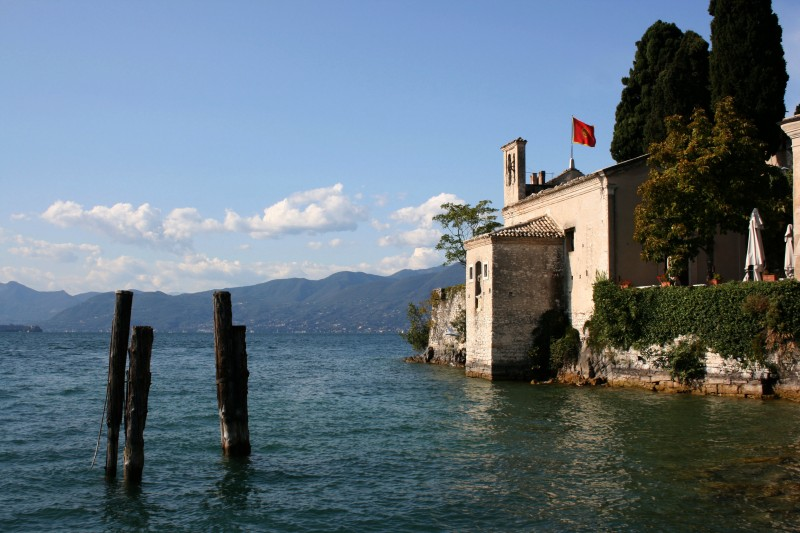

## وصلات خارجية
- Garda Tourist Guide
- Comune di Garda  نسخة محفوظة 30 يونيو 2006 على موقع واي باك مشين.
- Interactive 360° panorama of Garda
- بحيرة غاردا على مشروع الدليل المفتوح

## اقرأ أيضا
- بحيرة غاردا
- سيرميوني
- بيسكيرا دل غاردا
- غاردوني ريفييرا
- ليموني سول غاردا
- مالسيسيني
- ريفا دل غاردا
- لازيسي